# 村岡健次 (歴史学者)
村岡 健次（むらおか けんじ、1935年 - ）は、日本の歴史学者。和歌山大学・甲南大学名誉教授。専門はイギリス近代史。文学博士（京都大学）。

## 来歴
神奈川県出身。1959年京都大学文学部史学科卒業。1964年京都大学大学院文学研究科博士課程修了。和歌山大学教授、甲南大学教授、大手前大学教授を歴任。1987年 京都大学 文学博士 博士論文は「ヴィクトリア時代の政治と社会 」。

## 著書

### 単著
- 『ヴィクトリア時代の政治と社会』（ミネルヴァ書房、1980年/新装版、1995年）
- 『近代イギリスの社会と文化』（ミネルヴァ書房、2002年）
- 『イギリスの近代・日本の近代　異文化交流とキリスト教』（ミネルヴァ書房、2009年）

### 共著
- （角山栄・川北稔）『生活の世界歴史〈10〉産業革命と民衆』（河出書房新社、1992年）
- （望田幸男監修、山田史郎・大津留厚・柴田英樹・北村暁夫・藤川隆男・国本伊代）『移民』（ミネルヴァ書房、1998年）
- （谷川稔・鈴木健夫・北原敦）『世界の歴史22 近代ヨーロッパの情熱と苦悩』（中央公論新社、1999年/中公文庫、2009年）

### 共編著
- （川北稔）『イギリス近代史　宗教改革から現代まで』（ミネルヴァ書房、1986年/改訂版、2003年）
- （川北稔・鈴木利章）『ジェントルマン　その周辺とイギリス近代』（ミネルヴァ書房、1987年/新装版、1995年）
- （木畑洋一）『イギリス史〈3〉近現代』（山川出版社、1991年）
- （松村昌家・長島伸一・川本静子）『英国文化の世紀』全5巻（研究社出版、1996年）

### 監修
- （望田幸男）『家族』（ミネルヴァ書房、1998年）
- （望田幸男）『エリート教育』（ミネルヴァ書房、2001年）

### 訳書
- （河村貞枝）A. ブリッグズ『ヴィクトリア朝の人びと』 （ミネルヴァ書房、1988年/新装版、1995年）
- （松村昌家）G.M.ヤング『ある時代の肖像　ヴィクトリア朝イングランド』（ミネルヴァ書房、2006年）